# Julian Fussi
Julian Fussi (ur. 22 maja 2005) – niemiecki skoczek narciarski, reprezentant klubu SC Ruhpolding. Brązowy medalista zimowego olimpijskiego festiwalu młodzieży Europy w konkursie drużynowym (2023).
W lutym 2021 zadebiutował w Alpen Cupie, zajmując 50. i 49. miejsce w Ramsau. W lutym 2022 w Oberhofie po raz pierwszy wystartował w FIS Cupie, kończąc zawody na 20. i 25. pozycji. Wystartował na Zimowym Olimpijskim Festiwalu Młodzieży Europy 2023, na którym zajął 11. lokatę indywidualnie, a w rywalizacji drużynowej zdobył brązowy medal. Wziął udział również w Mistrzostwach Świata Juniorów 2023, na których zajął 17. miejsce indywidualnie oraz 5. lokatę drużynowo.

## Mistrzostwa świata juniorów

### Indywidualnie
| 2023 Whistler | – | 17. miejsce |

### Drużynowo
| 2023 Whistler | – | 5. miejsce |

### Starty J. Fussiego na mistrzostwach świata juniorów – szczegółowo
| Miejsce | Dzień    | Rok  | Miejscowość | Skocznia              | Punkt K | HS     | Konkurs  | Skok 1 | Skok 2 | Nota                  | Strata   | Zwycięzca       |
| ------- | -------- | ---- | ----------- | --------------------- | ------- | ------ | -------- | ------ | ------ | --------------------- | -------- | --------------- |
| 17.     | 2 lutego | 2023 | Whistler    | Whistler Olympic Park | K-95    | HS-104 | indywid. | 93,0 m | 90,0 m | 223,2 pkt             | 34,7 pkt | Vilho Palosaari |
| 5.      | 4 lutego | 2023 | Whistler    | Whistler Olympic Park | K-95    | HS-104 | druż.    | 91,0 m | 98,0 m | 914,2 pkt (219,0 pkt) | 58,3 pkt | Austria         |

## Zimowy olimpijski festiwal młodzieży Europy

### Indywidualnie
| 2023 Friuli-Wenecja Julijska/ Planica | – | 11. miejsce |

### Drużynowo
| 2023 Friuli-Wenecja Julijska/ Planica | – | brązowy medal |

### Starty J. Fussiego na zimowym olimpijskim festiwalu młodzieży Europy – szczegółowo
| Miejsce | Dzień       | Rok  | Miejscowość | Skocznia           | Punkt K | HS     | Konkurs  | Skok 1 | Skok 2 | Nota                  | Strata    | Zwycięzca        |
| ------- | ----------- | ---- | ----------- | ------------------ | ------- | ------ | -------- | ------ | ------ | --------------------- | --------- | ---------------- |
| 11.     | 23 stycznia | 2023 | Planica     | Srednja skakalnica | K-95    | HS-102 | indywid. | 92,0 m | 85,5 m | 214,4 pkt             | 54,4 pkt  | Stephan Embacher |
| 3.      | 25 stycznia | 2023 | Planica     | Srednja skakalnica | K-95    | HS-102 | druż.    | 93,0 m | 91,0 m | 874,3 pkt (226,7 pkt) | 102,2 pkt | Austria          |

## FIS Cup

### Miejsca w klasyfikacji generalnej
| Sezon     | Miejsce |
| --------- | ------- |
| 2021/2022 | 121.    |

### Miejsca w poszczególnych konkursachFIS Cupu
stan po zakończeniu sezonu 2023/2024
| Źródło                                                                        | Źródło         | Źródło           | Źródło           | Źródło           | Źródło           | Źródło      | Źródło      | Źródło           | Źródło           | Źródło        | Źródło        | Źródło        | Źródło        | Źródło           | Źródło           | Źródło        | Źródło        | Źródło         | Źródło         | Źródło       | Źródło        | Źródło        | Źródło | Źródło | Źródło | Źródło | Źródło | Źródło | Źródło | Źródło | Źródło | Źródło | Źródło | Źródło | Źródło | Źródło | Źródło | Źródło | Źródło |
| ----------------------------------------------------------------------------- | -------------- | ---------------- | ---------------- | ---------------- | ---------------- | ----------- | ----------- | ---------------- | ---------------- | ------------- | ------------- | ------------- | ------------- | ---------------- | ---------------- | ------------- | ------------- | -------------- | -------------- | ------------ | ------------- | ------------- | ------ | ------ | ------ | ------ | ------ | ------ | ------ | ------ | ------ | ------ | ------ | ------ | ------ | ------ | ------ | ------ | ------ |
| Sezon 2021/2022                                                               |                |                  |                  |                  |                  |             |             |                  |                  |               |               |               |               |                  |                  |               |               |                |                |              |               |               |        |        |        |        |        |        |        |        |        |        |        |        |        |        |        |        |        |
| Otepää HS97                                                                   | Otepää HS97    | Kuopio HS100     | Kuopio HS127     | Einsiedeln HS117 | Einsiedeln HS117 | Ljubno HS94 | Ljubno HS94 | Villach HS98     | Villach HS98     | Lahti HS100   | Lahti HS100   | Falun HS100   | Falun HS100   | Kandersteg HS106 | Kandersteg HS106 | Notodden HS98 | Notodden HS98 | Zakopane HS105 | Villach HS98   | Villach HS98 | Oberhof HS100 | Oberhof HS100 | punkty |        |        |        |        |        |        |        |        |        |        |        |        |        |        |        |        |
| -                                                                             | -              | -                | -                | -                | -                | -           | -           | -                | -                | -             | -             | -             | -             | -                | -                | -             | -             | -              | -              | -            | 20            | 25            | 17     |        |        |        |        |        |        |        |        |        |        |        |        |        |        |        |        |
| Sezon 2022/2023                                                               |                |                  |                  |                  |                  |             |             |                  |                  |               |               |               |               |                  |                  |               |               |                |                |              |               |               |        |        |        |        |        |        |        |        |        |        |        |        |        |        |        |        |        |
| Frenštát HS106                                                                | Frenštát HS106 | Szczyrk HS104    | Szczyrk HS104    | Einsiedeln HS117 | Einsiedeln HS117 | Kranj HS109 | Kranj HS109 | Villach HS98     | Villach HS98     | Notodden HS98 | Notodden HS98 | Szczyrk HS104 | Szczyrk HS104 | Villach HS98     | Villach HS98     | Oberhof HS100 | Oberhof HS100 | Zakopane HS140 | Zakopane HS140 | punkty       | punkty        | punkty        | punkty | punkty | punkty | punkty | punkty | punkty | punkty | punkty | punkty | punkty | punkty | punkty | punkty | punkty | punkty | punkty |        |
| -                                                                             | -              | 54               | 64               | -                | -                | -           | -           | -                | -                | -             | -             | -             | -             | -                | -                | -             | -             | -              | -              | 0            | 0             | 0             | 0      | 0      | 0      | 0      | 0      | 0      | 0      | 0      | 0      | 0      | 0      | 0      | 0      | 0      | 0      | 0      |        |
| Sezon 2023/2024                                                               |                |                  |                  |                  |                  |             |             |                  |                  |               |               |               |               |                  |                  |               |               |                |                |              |               |               |        |        |        |        |        |        |        |        |        |        |        |        |        |        |        |        |        |
| Szczyrk HS104                                                                 | Szczyrk HS104  | Einsiedeln HS117 | Einsiedeln HS117 | Villach HS98     | Villach HS98     | Râșnov HS97 | Râșnov HS97 | Kandersteg HS106 | Kandersteg HS106 | Notodden HS98 | Notodden HS98 | Falun HS100   | Falun HS100   | Szczyrk HS104    | Szczyrk HS104    | Oberhof HS100 | Oberhof HS100 | Zakopane HS140 | Zakopane HS140 | punkty       | punkty        | punkty        | punkty | punkty | punkty | punkty | punkty | punkty | punkty | punkty | punkty | punkty | punkty | punkty | punkty | punkty | punkty | punkty |        |
| 37                                                                            | 35             | -                | -                | -                | -                | -           | -           | -                | -                | -             | -             | -             | -             | -                | -                | -             | -             | -              | -              | 0            | 0             | 0             | 0      | 0      | 0      | 0      | 0      | 0      | 0      | 0      | 0      | 0      | 0      | 0      | 0      | 0      | 0      | 0      |        |
| Legenda                                                                       |                |                  |                  |                  |                  |             |             |                  |                  |               |               |               |               |                  |                  |               |               |                |                |              |               |               |        |        |        |        |        |        |        |        |        |        |        |        |        |        |        |        |        |
| 1 2 3 4-10 11-30 poniżej 30 dq – dyskwalifikacja - − zawodnik nie wystartował |                |                  |                  |                  |                  |             |             |                  |                  |               |               |               |               |                  |                  |               |               |                |                |              |               |               |        |        |        |        |        |        |        |        |        |        |        |        |        |        |        |        |        |